# San Xulián (A Rúa)

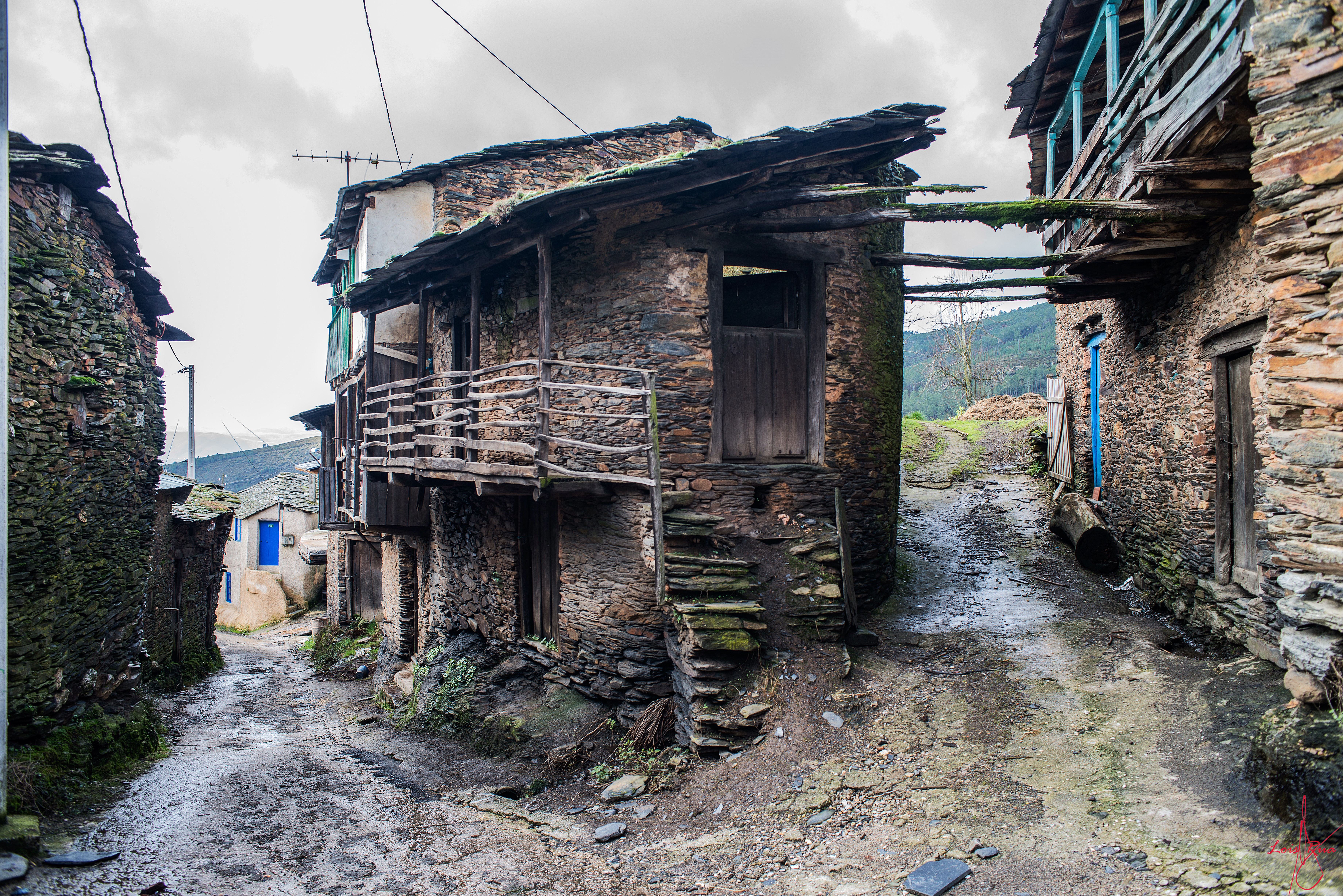
San Xulián

San Xulián és una parròquia i localitat del municipi gallec d'A Rúa, a la província d'Ourense.
Es troba a la muntanya, a uns 900 metres d'altitud, al nord de la capital municipal. La seva economia es basa en la ramaderia i els castanyers. El seu patró en San Xulián (Sant Julià), que se celebra el 9 de gener.
Tenia l'any 2015 una població de 9 habitants agrupats en una única entitat de població.